# Felton (Delaware)
Felton è una città degli Stati Uniti, situata nella Contea di Kent, nello Stato del Delaware. Appartiene all'area micropolitana di Dover. Secondo il censimento del 2000 la popolazione era di 784 abitanti.

## Geografia fisica
Secondo i rilevamenti dello United States Census Bureau, la città di Felton si estende su una superficie totale di 1,6 km², tutti quanti occupati da terre.

## Popolazione
Secondo il censimento del 2000, a Felton vivevano 784 persone, ed erano presenti 217 gruppi familiari. La densità di popolazione era di 784 ab./km². Nel territorio comunale si trovavano 312 unità edificate. Per quanto riguarda la composizione etnica degli abitanti, l'82,53% era bianco, l'11,61% era afroamericano, l'1,02% era nativo, e l'1,28% era asiatico. Il restante 3,57% della popolazione appartiene ad altre razze. La popolazione di ogni razza proveniente dall'America Latina corrisponde al 2,17 degli abitanti.
Per quanto riguarda la suddivisione della popolazione in fasce d'età, il 29,3% degli abitanti era al di sotto dei 18 anni, l'8,3% fra i 18 e i 24, il 36,9% fra i 25 e i 44, il 16,7% fra i 45 e i 64, mentre l'8,8% degli abitanti ha oltre 65 anni. L'età media della popolazione era di 33 anni. Per ogni 100 donne residenti vivevano 84,5 maschi.

## Educazione
Fra le scuole più importanti c'è la Lake Forest High School, nota anche come Lake Forest North, oltre a una scuola elementare e una scuola media.